# Port lotniczy Soczi-Adler
Port lotniczy Soczi-Adler (IATA: AER, ICAO: URSS) – międzynarodowy port lotniczy położony w Adler, koło Soczi, w Kraju Krasnodarskim, w Rosji.
Lotnisko rozpoczęło działalność w 1945 r., w 1951 r. oddano do użytku pierwszy terminal.
W 2006 r. sprywatyzowane, jednak bez samego pasa startowego, aukcję zwyciężył fundusz inwestycyjny ofertą ponad 5,5 mld rubli. Zostało rozbudowane przed zimowymi igrzyskami olimpijskimi w Soczi w 2014, dla których stanowiło główny port lotniczy.

## Linie lotnicze i połączenia
| Linia lotnicza      | Kierunek |
| ------------------- | --- |
| Aerofłot            | 1. Moskwa-Szeremietiewo 2. Szarm el-Szejk |
| Air Serbia          | 1. Belgrad |
| Armenia Airways     | 1. Erywań |
| Armenian Airlines   | 1. Erywań |
| Azerbaijan Airlines | 1. Baku |
| AZIMUT              | 1. Ałmaty 2. Antalya 3. Baku 4. Dubaj 5. Stambuł 6. Kaługa 7. Mineralne Wody 8. Pietrozawodsk 9. Psków 10. Samarkanda 11. Szarm el-Szejk 12. Stawropol 13. Tel Awiw 14. Tbilisi 15. Jarosław 16. Erywań |
| Azur Air            | Sezonowe czartery: 1. Phuket |
| Belavia             | 1. Mińsk |
| Flydubai            | 1. Dubaj |
| FlyOne              | 1. Erywań |
| Ikar                | 1. Jekaterynburg 2. Erywań |
| IFly                | Sezonowo: 1. Moskwa-Wnukowo |
| IrAero              | 1. Saratów-Gagarin 2. Erywań Sezonowo: 1. Barnauł 2. Irkuck 3. Moskwa-Żukowskij 4. Omsk 5. Penza |
| Izhavia             | 1. Moskwa-Domodiedowo Sezonowo: 1. Iżewsk 2. Kazań 3. Kirow 4. Niżniekamsk 5. Penza |
| Mahan Airlines      | Sezonowo: 1. Teheran-Imam Khomeini |
| NordStar            | 1. Moskwa-Domodiedowo Sezonowo: 1. Krasnojarsk 2. Norylsk |
| Nordwind Airlines   | 1. Baku 2. Magnitogorsk (powrót od 22 lutego 2024) 3. Syktywkar (od 20 lutego 2024) 4. Ufa Sezonowo: 1. Saratów-Gagarin |
| Pobeda              | 1. Giumri 2. Moskwa-Szeremietiewo 3. Moskwa-Wnukowo 4. Ufa Sezonowo: 1. Czeboksary 2. Czelabińsk 3. Kazań 4. Kirow 5. Krasnojarsk 6. Magnitogorsk 7. Niżniekamsk 8. Niżny Nowogród 9. Nowosybirsk 10. Perm 11. Samara 12. Tiumeń 13. Uljanowsk 14. Władykaukaz 15. Wołgograd 16. Jarosław 17. Jekaterynburg |
| Red Wings           | 1. Antalya 2. Machaczkała 3. Moskwa-Domodiedowo 4. Tbilisi 5. Tel Awiw 6. Władykaukaz 7. Erywań |
| Rossija             | 1. Antalya 2. Dalaman 3. Stambuł 4. Moskwa-Szeremietiewo 5. Sankt Petersburg 6. Erywań Sezonowo: 1. Hurghada 2. Szarm el-Szejk |
| RusLine             | Sezonowo: 1. Machaczkała 2. Mineralne Wody 3. Moskwa-Domodiedowo 4. Sarańsk 5. Saratów-Gagarin 6. Tambow 7. Uljanowsk |
| S7 Airlines         | 1. Irkuck 2. Moskwa-Domodiedowo 3. Nowosybirsk |
| SCAT Airlines       | 1. Astana Sezonowo: 1. Aktau |
| Severstal Avia      | 1. Pietrozawodsk Sezonowo: 1. Czerepowiec 2. Apatyty |
| Shirak Avia         | 1. Erywań |
| Smartavia           | Sezonowo: 1. Archangielsk 2. Czelabińsk 3. Iwanowo 4. Murmańsk 5. Niżny Nowogród 6. Omsk 7. Syktywkar 8. Ufa |
| Somon Air           | 1. Duszanbe 2. Chodżent |
| Ural Airlines       | 1. Czelabińsk 2. Mineralne Wody 3. Moskwa-Domodiedowo 4. Moskwa-Szeremietiewo 5. Osz 6. Samara 7. Taszkent 8. Tel Awiw 9. Jekaterynburg 10. Erywań Sezonowo: 1. Królewiec 2. Moskwa-Żukowskij 3. Niżny Nowogród                                                                                             |
| UTair Aviation      | 1. Astrachań 2. Moskwa-Wnukowo 3. Wołgograd Sezonowo: 1. Niżniewartowsk 2. Nojabrsk 3. Surgut 4. Syktywkar 5. Tambow 6. Tiumeń |
| UVT Aero            | 1. Kazań 2. Surgut Sezonowo: 1. Ufa |
| Uzbekistan Airways  | 1. Taszkent |
| Yakutia Airlines    | Sezonowo: 1. Jakuck |
| Yamal Airlines      | Sezonowo: 1. Kurgan 2. Perm 3. Tiumeń |